# Grands Prix automobiles de la saison 1948
1947 1949
La saison de Grands Prix automobiles 1948 est la troisième saison de Grands Prix après la Seconde Guerre mondiale.

## Grands Prix de la saison

### Grandes Épreuves
| Grand Prix           | Circuit     | Date        | Pilote vainqueur    | Constructeur vainqueur | Résultats |
| -------------------- | ----------- | ----------- | ------------------- | ---------------------- | --------- |
| Grand Prix de Monaco | Monaco      | 16 mai      | Giuseppe Farina     | Maserati               | Résultats |
| Grand Prix de Suisse | Bremgarten  | 4 juillet   | Carlo Felice Trossi | Alfa Romeo             | Résultats |
| Grand Prix de France | Reims-Gueux | 18 juillet  | Jean-Pierre Wimille | Alfa Romeo             | Résultats |
| Grand Prix d'Italie  | Turin       | 5 septembre | Jean-Pierre Wimille | Alfa Romeo             | Résultats |

### Autres Grands Prix
| Grand Prix                                                     | Circuit       | Date         | Pilote vainqueur        | Constructeur vainqueur | Résultats |
| -------------------------------------------------------------- | ------------- | ------------ | ----------------------- | ---------------------- | --------- |
| Grand Prix du Général Juan Perón et de la Cité de Buenos Aires | Palermo       | 17 janvier   | Luigi Villoresi         | Maserati               | Résultats |
| Grand Prix de Mar del Plata                                    | Mar del Plata | 24 janvier   | Giuseppe Farina         | Maserati               | Résultats |
| Grand Prix d'Australie                                         | Point Cook    | 26 janvier   | Frank Pratt             | BMW                    | Résultats |
| Grand Prix de Rosario                                          | Rosario       | 1er février  | Jean-Pierre Wimille     | Simca-Gordini          | Résultats |
| Grand Prix d'Eva Duarte Perón                                  | Palermo       | 14 février   | Luigi Villoresi         | Maserati               | Résultats |
| Grand Prix d'Interlagos                                        | Interlagos    | 21 mars      | Chico Landi             | Alfa Romeo             | Résultats |
| Grand Prix de Necochea                                         | Necochea      | 28 mars      | Oscar Alfredo Gálvez    | Alfa Romeo             | Résultats |
| Grand Prix de Pau                                              | Pau           | 29 mars      | Nello Pagani            | Maserati               | Résultats |
| Grand Prix de Rio de Janeiro                                   | Gávea         | 25 avril     | Chico Landi             | Alfa Romeo             | Résultats |
| Jersey Road Race                                               | Saint-Hélier  | 29 avril     | Bob Gerard              | ERA                    | Résultats |
| Grand Prix des Nations                                         | Genève        | 2 mai        | Giuseppe Farina         | Maserati               | Résultats |
| British Empire Trophy                                          | Douglas       | 25 mai       | Geoff Ansell            | ERA                    | Résultats |
| Grand Prix de Paris                                            | Montlhéry     | 30 mai       | Yves Giraud-Cabantous   | Talbot-Lago            | Résultats |
| Grand Prix de Stockholm                                        | Skarpnäck     | 30 mai       | Prince Bira             | Simca-Gordini          | Résultats |
| Grand Prix de San Remo                                         | San Remo      | 27 juin      | Alberto Ascari          | Maserati               | Résultats |
| Grand Prix du Comminges                                        | Saint-Gaudens | 1er août     | Luigi Villoresi         | Maserati               | Résultats |
| Grand Prix de Zandvoort                                        | Zandvoort     | 7 août       | Prince Bira             | Maserati               | Résultats |
| Grand Prix de Suisse orientale                                 | Erlen         | 8 août       | Emmanuel de Graffenried | Maserati               | Résultats |
| Grand Prix de l'Albigeois                                      | Albi          | 29 août      | Luigi Villoresi         | Maserati               | Résultats |
| Goodwood Trophy                                                | Goodwood      | 18 septembre | Reg Parnell             | Maserati               | Résultats |
| Grand Prix du RAC                                              | Silverstone   | 2 octobre    | Luigi Villoresi         | Maserati               | Résultats |
| Grand Prix du Salon                                            | Montlhéry     | 10 octobre   | Louis Rosier            | Talbot-Lago            | Résultats |
| Grand Prix de Monza                                            | Monza         | 17 octobre   | Jean-Pierre Wimille     | Alfa Romeo             | Résultats |
| Circuito del Garda                                             | Salò          | 24 octobre   | Giuseppe Farina         | Ferrari                | Résultats |
| Grand Prix de Penya-Rhin                                       | Pedralbes     | 31 octobre   | Luigi Villoresi         | Maserati               | Résultats |

## Grands Prix nord-américains
Les courses se déroulant aux États-Unis sont regroupées au sein du Championnat américain organisées par l'Association américaine des automobilistes (AAA). Au total, 12 courses se déroulent cette année-là.
Ted Horn remporte le championnat.